# Problembasiertes Lernen
Problembasiertes Lernen (PBL), auch Problemorientiertes Lernen (POL), ist eine Lehr-/Lernform, in der die Lernenden weitgehend selbständig eine Lösung für ein vorgegebenes, komplexes Problem finden sollen. Die nachfolgenden Ausführungen beziehen sich auf den Einsatz in der medizinischen Ausbildung, sie sind aber überwiegend auf andere Bildungsbereiche übertragbar. Für einen problemorientierten Unterricht sind aber nicht alle im Folgenden genannten Merkmale zwingend (auch ein zum Mitdenken einladender Vortrag kann problemorientiert erfolgen).
Problembasiertes Lernen steht für selbstbestimmtes und entdeckendes Lernen, handlungsorientierten Unterricht, fächerübergreifendes Lernen und Selbstevaluation. Die Teilnehmer lernen, ein Thema oder eine Frage zu analysieren, geeignete Informationsquellen zu finden und zu nutzen und schließlich Lösungen zu vergleichen, auszuwählen und umzusetzen. Dabei wird der Dozent im klassischen Sinne durch einen Tutor ersetzt oder fehlt ganz. Von den Teilnehmenden wird Initiative und damit selbstgesteuertes Lernen erwartet. Die praktischen Trainingseinheiten orientieren sich unmittelbar am Thema. Der Lernstoff wird problemorientiert und außerhalb von traditionellen Unterrichtsfächern, d. h. stets fächerübergreifend, in Fallstudien von den Lernenden erarbeitet.

## Geschichte
Die Ursprünge des PBL liegen im pädagogischen (John Dewey, Laborschule um 1900) und technischen Bereich: Eine Publikation Shoemakers aus dem Jahr 1960 beschreibt ein Vorgehen im Rahmen der Ausbildung von Ingenieuren. In der medizinischen Ausbildung wurde PBL zunächst 1969 von der McMaster University in Kanada eingeführt. Teilweise wurden Universitätsgründungen auch speziell auf das problembasierte Lernen ausgerichtet, etwa die 1976 eröffnete Medizinische Fakultät der Universität Maastricht.

## Ziele
Problembasiertes Lernen soll den Erwerb flexibel nutzbaren Wissens, die Entwicklung fächerüberschreitender Kompetenzen sowie eine bessere Problemlösefähigkeit fördern. Soziale Kompetenz und Teamfähigkeit sind hierbei Schlüsselqualifikationen, die im Rahmen dieser Ausbildung erworben werden können. PBL kann traditionelle Lehr- und Lernmethoden wie zum Beispiel die klassische Vorlesung nicht ersetzen, diese jedoch ergänzen.

## Wie PBL funktioniert

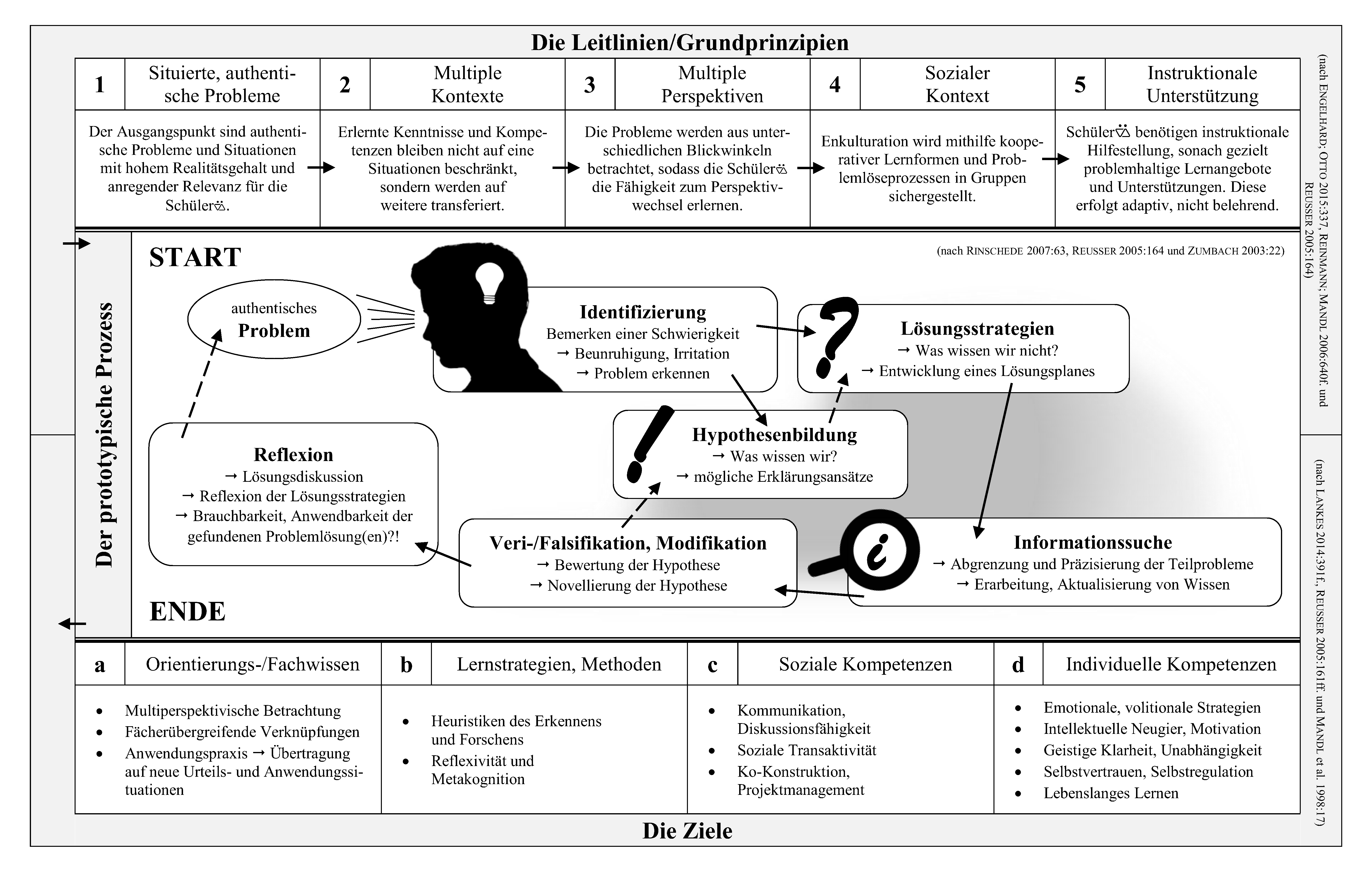
Leitlinien/Grundprinzipien, prototypische Prozess und Ziele des problemorientierten Unterrichts

Eine authentische und komplexe schriftliche Problemstellung ist in der Regel Ausgangspunkt.
Die hier beschriebene, an der Universität Maastricht entwickelte Unterrichtsdurchführung wird auch „Siebensprungmethode“ genannt.
1. Klären unbekannter Begriffe
In Gruppenarbeit (in der Regel fünf bis acht Teilnehmer) wird der Text von den Teilnehmern erörtert. Begriffe im Sinne von einfachen Vokabelfragen werden geklärt, im besten Fall von den Teilnehmern selbst, ggf. von einem Tutor (siehe unten).
2. Themenfindung oder Problemdefinition
Die Teilnehmenden bestimmen die Art der Aufgabe und definieren Probleme. Dabei kann es durchaus wünschenswert sein, dass auch „Probleme auf der Metaebene“ definiert werden (beispielsweise mangelnde eigene Vorkenntnisse, mangelnde Erfahrung im Umgang mit der PBL-Methode oder gruppendynamische Probleme).
3. Brainstorming zur Hypothesengenerierung
Im nächsten Schritt werden Hypothesen generiert, die zur weiteren Bearbeitung des Textes bzw. des Falls dienen können. Diese Hypothesen können sich zum Beispiel darauf beziehen, wie es zu den Problemen gekommen ist, welche weiteren Informationen ggf. erhoben werden müssen und natürlich, wie die Probleme gelöst werden könnten. Wichtig ist, dass dieser Schritt in Form eines wertfreien Brainstormings gehalten wird, d. h. weder diskutiert, noch in Frage gestellt oder gerechtfertigt wird.
4. Systematische Ordnung und Bewertung der Hypothesen
Die Diskussion ist dem vierten Schritt vorbehalten, der letztlich dazu dient, brauchbare, weiterführende Hypothesen zu bestätigen und unbrauchbare Hypothesen (begründet!) verwerfen zu können.
5. Lernzielformulierung
Die Lernziele werden formuliert. Diese sollen in den vorangegangenen Schritten offengelegte Wissensdefizite abdecken und letztlich dazu beitragen, den Text abschließend zu bearbeiten (zum Beispiel im Text geschilderte Probleme zu lösen).
6. Recherche („Lernzeit“)
An diesem Punkt ist die Gruppenarbeit zunächst beendet, und jeder Teilnehmer betreibt nun selbständig oder in Kleingruppenarbeit Recherchen, um die formulierten Lernziele zu erarbeiten. Dazu können und sollen Internet, Artikel aus Fachzeitschriften, sowie Bücher benutzt werden.
7. Synthese
Beim nächsten Treffen der Unterrichtsgruppe tragen die Teilnehmer die Ergebnisse ihrer Arbeit zusammen, erarbeiten eine Synthese, überprüfen die gewonnenen Informationen und evaluieren die eigene Arbeit.

Die Vorgehensweise ist in einigen Phasen ähnlich zu Team-Based Learning.

## PBL in der deutschen Medizinausbildung
An der Privatuniversität Witten/Herdecke gab es seit 1992 das erste Mal in Deutschland PBL als Unterrichtsform im Medizinstudium. Offiziell konnte PBL in der medizinischen Ausbildung erstmals im Wintersemester 1999/2000 an der Charité Berlin parallel zum Regelstudiengang angeboten werden. Nach einer mehrjährigen Testphase ab dem Jahr 1996 wurde PBL/POL verpflichtender Bestandteil des 2001 eingeführten Reformstudiengangs HeiCuMed (Heidelberger Curriculum Medicinale). Seitdem werden Dozenten in regelmäßigen Schulungen mit den Besonderheiten dieses Lehr- und Lernformats vertraut gemacht. Dies wurde durch eine Experimentierklausel in der damaligen deutschen Approbationsordnung rechtlich möglich. So wurde im Wintersemester 2003/2004 parallel zum Regelstudiengang ein Reformstudiengang Medizin an der Ruhr-Universität Bochum eingeführt. Auch an Fakultäten wie Köln und Aachen wurden Reform- und Modellstudiengänge mit PBL-Elementen eingeführt. Mit der Einführung des Modellstudiengangs Medizin an der Charité im Wintersemester 2010/2011 wurde der Reform- und Regelstudiengang abgelöst und PBL bzw. POL für alle Studierenden als verpflichtendes Unterrichtsformat eingeführt. Auch an der Universität Bielefeld wird im wirtschaftswissenschaftlichen Studium in einem Bachelor-Profil das problemorientierte Lernen für größere Lerngruppen angewendet.
In der medizinischen Ausbildung ist das Problem häufig ein speziell konstruierter Fall. In der Regel wird der Fall in einer Kleingruppe unter Moderation eines speziell ausgebildeten PBL-Tutors vorgestellt (ob der Tutor ein Experte für das Fachgebiet oder nur für das im Fall behandelte Thema oder gar nur für die Anwendung der PBL-Methode sein muss, ist in der Medizinischen Ausbildung umstritten). Nach der Fallvorstellung werden gemeinsam Fragestellungen zu dem jeweiligen Fall formuliert. Insbesondere zu Beginn des Studiums ist es dabei nicht Ziel, am Ende eine konkrete Diagnose zu stellen (ein PBL-Fall ist kein „Ratekrimi“), sondern grundlegende Zusammenhänge zu erarbeiten und zu verstehen. Von den Studierenden wird im Rahmen von PBL erwartet, dass sie die gemeinsam formulierten Fragen bis zum nächsten PBL-Seminar selbständig erarbeiten und die Ergebnisse dann gemeinsam mit dem PBL-Tutor besprechen. PBL kann durchaus auch bedeuten, dass die Studierenden zwischen den Seminaren die Möglichkeit haben, in der makroskopischen Anatomie an Leichen zu arbeiten oder biochemische oder physiologische Experimente durchzuführen, um auf diese Weise ihre Lernziele zu erarbeiten.
PBL-Curricula sind dabei nicht klassisch in vorklinische, klinisch-theoretische und klinisch-praktische Fächer unterteilt. Vielmehr werden die Inhalte meist der Interdisziplinarität dieses Ansatzes entsprechend in thematische Blöcke, wie etwa „Der Bewegungsapparat“ oder „Vor der Geburt“, gegliedert.

### Effekte
Wissenschaftliche Studien deuten darauf hin, dass Studierende, die ein PBL-Curriculum durchlaufen haben, etwas weniger Wissen in den theoretischen Grundlagen der Medizin haben, diese aber durch besseres klinisches Wissen kompensieren. Als weitgehend gesichert darf gelten, dass Studierende der Medizin, die vornehmlich PBL-basiert studiert haben, in den Staatsexamina und anderen „konservativen“ schriftlichen Prüfungen (hier v. a. in Form von Multiple-Choice-Fragen), den Studierenden anderer Curricula nicht unterlegen sind.

## Hindernisse
PBL-basierter Unterricht ist vor allem in der Implementierung sehr aufwändig und bedeutet für die Fakultät auch wesentliche Investitionen. So muss ein komplett neues Curriculum erstellt werden, Mitglieder der Fakultät müssen zu PBL-Tutoren ausgebildet werden, und nicht zuletzt ist auch eine gewisse Mindestausstattung erforderlich. So wird etwa eine weit größere Anzahl an Seminarräumen als sonst üblich benötigt, und die Bibliothek muss so ausgestattet sein, dass die Studierenden dort ihre PBL-Fälle sinnvoll recherchieren können. Schließlich fordert PBL ein Umdenken von Seiten der Lehrenden (“from sage at the stage to guide by the side”). Höhere Investitionen im Sinne höherer finanzieller Aufwendungen sind aber nicht zwingend zu erwarten, zum Beispiel wenn durch den Einsatz studentischer Tutoren oder wissenschaftlicher Hilfskräfte im PBL weniger hochbezahltes Fachpersonal zum Einsatz kommt.